# 별제권
별제권(別除權)이란 파산재단에 속하는 특정재산에서 다른 채권자보다 우선하여 변제를 받을 수 있는 권리이다.

## 참고 문헌
- 이상태, 《물권법》 법원사, 2009. ISBN 978-89-91512-42-9